# Wells River
Wells River es una villa ubicada en el condado de Orange en el estado estadounidense de Vermont. En el año 2010 tenía una población de 399 habitantes y una densidad poblacional de 79.8 personas por km².

## Geografía
Wells River se encuentra ubicada en las coordenadas 44°9′14″N 72°3′15″O / 44.15389, -72.05417.

## Demografía
Según la Oficina del Censo en 2000 los ingresos medios por hogar en la localidad eran de $28,021 y los ingresos medios por familia eran $32,708. Los hombres tenían unos ingresos medios de $28,056 frente a los $21,250 para las mujeres. La renta per cápita para la localidad era de $14,705. Alrededor del 11.1% de la población estaban por debajo del umbral de pobreza.